# Gunhild Stordalen

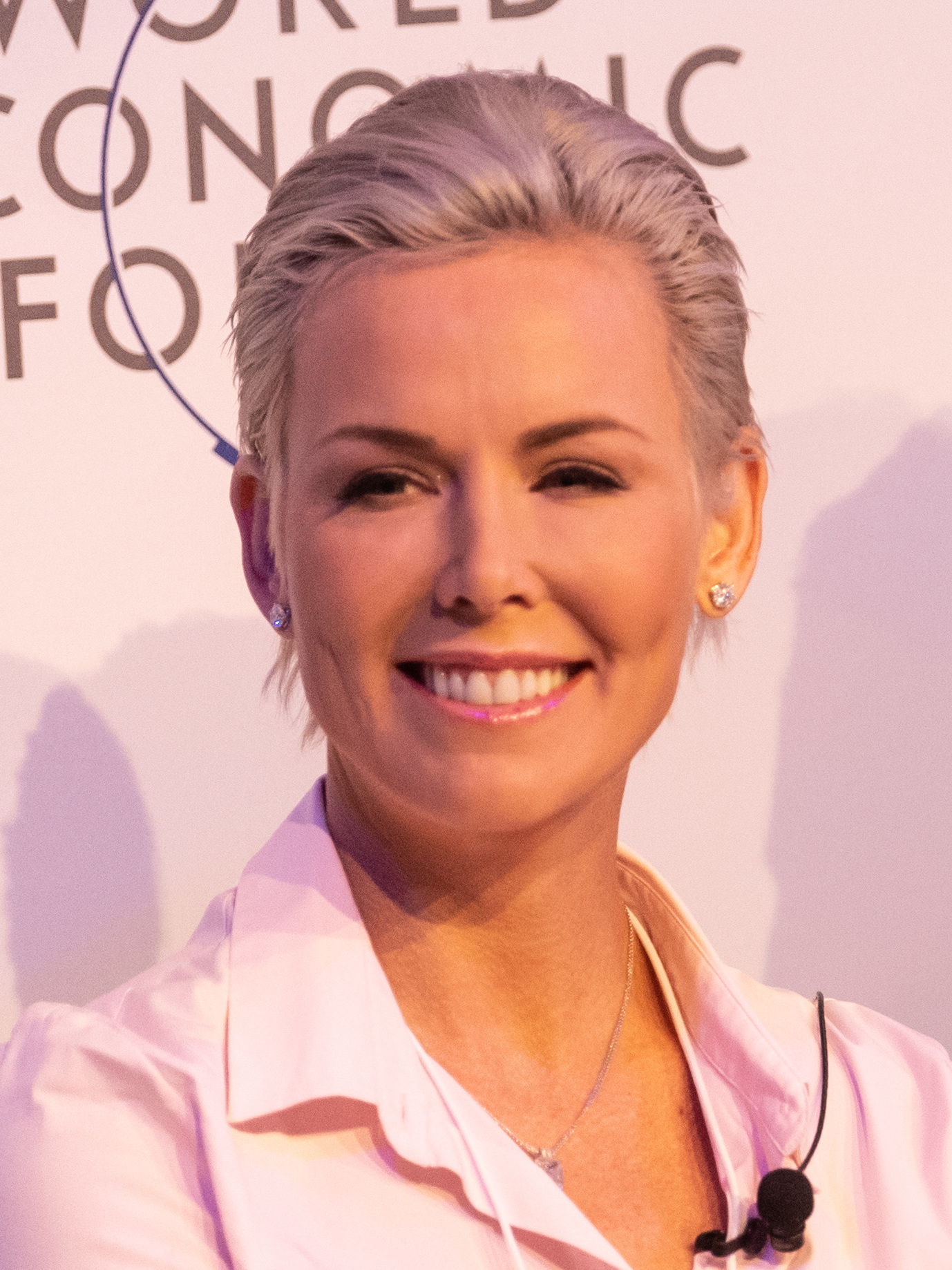
Gunhild Stordalen, 2019

Gunhild Anker Stordalen (* 15. Januar 1979 in Haugesund als Gunhild Melhus) ist eine norwegische Ärztin und Umweltaktivistin. Sie ist Mitgründerin der Stordalen Foundation und der EAT Foundation.

## Leben
Stordalen wuchs in Muggerud bei Kongsberg in einem nach eigenen Aussagen antimaterialistischen Haushalt auf. Bereits in ihrer Kindheit war sie in Umweltorganisationen aktiv. Im Jahr 2007 schloss sie ihr Medizinstudium an der Universität Oslo ab, 2010 promovierte sie. Während ihres Studiums lernte sie den bekannten Unternehmer Petter Stordalen kennen, den sie im Juni 2010 heiratete. Die beiden gründeten im Jahr 2011 die Umweltstiftung The Stordalen Foundation. Um für deren Unterorganisation GreeNudge in Vollzeit zu arbeiten, beendete sie im Jahr 2012 ihre Tätigkeit als Ärztin.
Im Jahr 2013 gründete Stordalen gemeinsam mit dem Stockholm Resilience Center und dem Wellcome Trust die Initiative EAT. Daraus ging 2016 die Stiftung EAT Foundation hervor. Diese setzt sich für eine weltweite Veränderung des Ernährungssystems ein, wobei die Nachhaltigkeit und die Gesundheit in Zentrum stehen sollten. Die Stiftung arbeitet mit den Vereinten Nationen (UN) zusammen und Stordalen war als ihre Präsidentin unter anderem auch beim Food Systems Summit der UN als Sprecherin eingeladen. Im Februar 2020 stand eine Zusammenarbeit der Organisation mit der norwegischen Gesundheitsbehörde Folkehelseinstituttet (FHI), in welcher die Reduktion des Fleischkonsums beworben wurde, in der Kritik. Zudem wurde Stordalen bereits mehrfach in den Medien dafür kritisiert, dass sie selbst häufig mit einem Privatjet reise, während sie sich andererseits als Naturschützerin präsentiere.
Nachdem im Jahr 2014 bei Stordalen systemische Sklerose diagnostiziert worden war, begann sie eine länger andauernde experimentelle Behandlung in Utrecht. Mit Det store bildet wurde 2018 ihre Autobiografie veröffentlicht. Im November 2019 gaben Petter und Gunhild Stordalen ihre Trennung bekannt. In einem Interview gab Gunhild Stordalen an, nach der Scheidung nicht wieder ihren Geburtsnamen annehmen zu wollen.
Bei den Global Leadership Awards der United Nations Foundation wurde sie im November 2019 für ihren Einsatz im Bereich der Ernährung ausgezeichnet.